# Вражеская территория
«Вра́жеская террито́рия» (англ. Enemy Territory) — американский кинофильм 1987 года, боевик.

## Сюжет
Страховой агент оказался нечаянно запертым на ночь в жилом доме на территории чёрного гетто, контролируемого уличной бандой, члены которой называют себя «вампиры». Ему приходится приложить все свои силы чтобы выбраться из него и выжить.

## В ролях
| Актёр            | Роль                         |
| ---------------- | ---------------------------- |
| Гари Франк       | страховой агент Барри Рапчик |
| Ян-Майкл Винсент | Паркер                       |
| Рэй Паркер мл.   | Уилл Джексон                 |
| Фрэнсис Фостер   | Элва Бриггс                  |
| Тони Тодд        | Граф                         |
| Стейси Дэш       | Тони Бриггс                  |
| Деон Ричмонд     | Чет                          |
| Тайгер Хейнс     | Бартон                       |
| Чарльз Рэндалл   | мистер Бекхорн               |
| Питер Уайз       | Хэй                          |